# Von Ormy (Teksas)
Von Ormy je grad u američkoj saveznoj državi Teksas. Prema popisu stanovništva iz 2010. u njemu je živjelo 1.085 stanovnika.